# Dexter Fowler
Pour les articles homonymes, voir Fowler.
William Dexter Fowler (né le 22 mars 1986 à Atlanta, Géorgie, États-Unis) est un voltigeur des Cardinals de Saint-Louis de la Ligue majeure de baseball.
Il fait partie de l'équipe des Cubs de Chicago championne de la Série mondiale 2016 et les représente la même année au match des étoiles.

## Carrière

### Rockies du Colorado

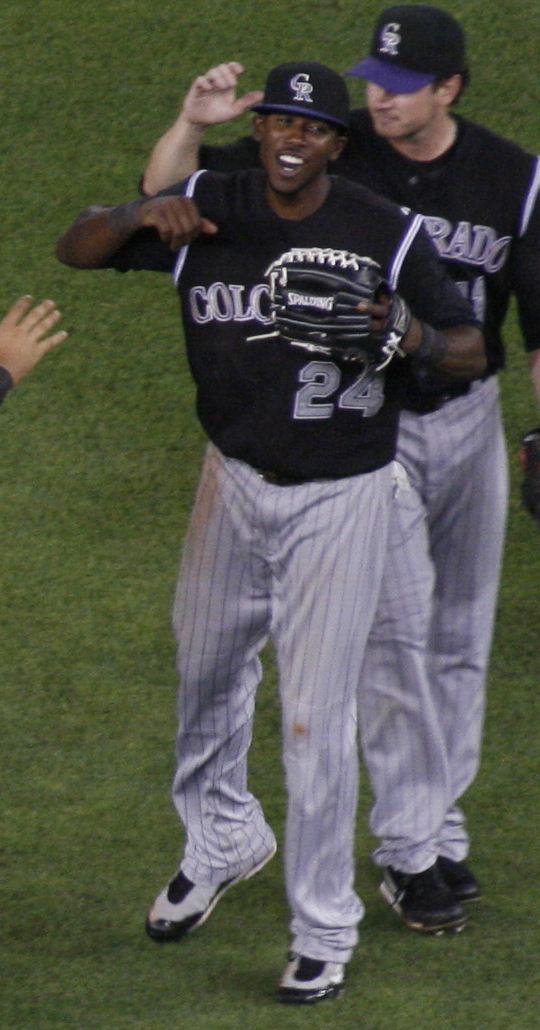
Fowler avec les Rockies.

Dès la fin de ses études secondaires, Dexter Fowler rejoint les rangs professionnels à la suite du repêchage des joueurs amateurs de juin 2004. Il est sélectionné par les Rockies du Colorado. Après quatre années dans les clubs-écoles de l'organisation des Rockies, il fait ses débuts en Ligue majeure le 2 septembre 2008.
Titulaire au poste de champ centre au départ de la saison 2009, Fowler frappe son premier coup de circuit le 8 avril et parvient à voler cinq buts lors d'un même match le 27 avril. Il termine l'année avec une moyenne au bâton de ,266.
En 2010, Fowler mène le baseball majeur pour les triples, avec 14 en saison régulière. Il ne vole cependant que 13 buts, plus de la moitié moins que son total de la précédente saison.
En 2011, Fowler vole 12 buts et égale sa meilleure moyenne au bâton (,266) en une saison. Il termine l'année avec de nouveaux records personnels de 128 coups sûrs, 35 doubles, 45 points produits, un record en carrière de 84 points marqués et 15 triples. Dans cette dernière catégorie offensive, il termine troisième des majeures avec un triple de moins que les co-meneurs, José Reyes et Shane Victorino.
En 2012, Fowler mène les Rockies pour la moyenne de présence sur les buts (,389) et les triples (13). Il affiche sa meilleure moyenne au bâton en carrière en frappant pour ,300 avec 136 coups sûrs en 143 matchs. Il frappe un nouveau record personnel de 13 circuits, récolte un sommet en carrière de 53 points produits, marque 72 fois et ajoute 12 buts volés.
En 2013, il frappe pour ,263 avec 12 circuits, 42 points produits, 71 points marqués, 19 vols de buts et une moyenne de présence sur les sentiers de ,369.

### Astros de Houston

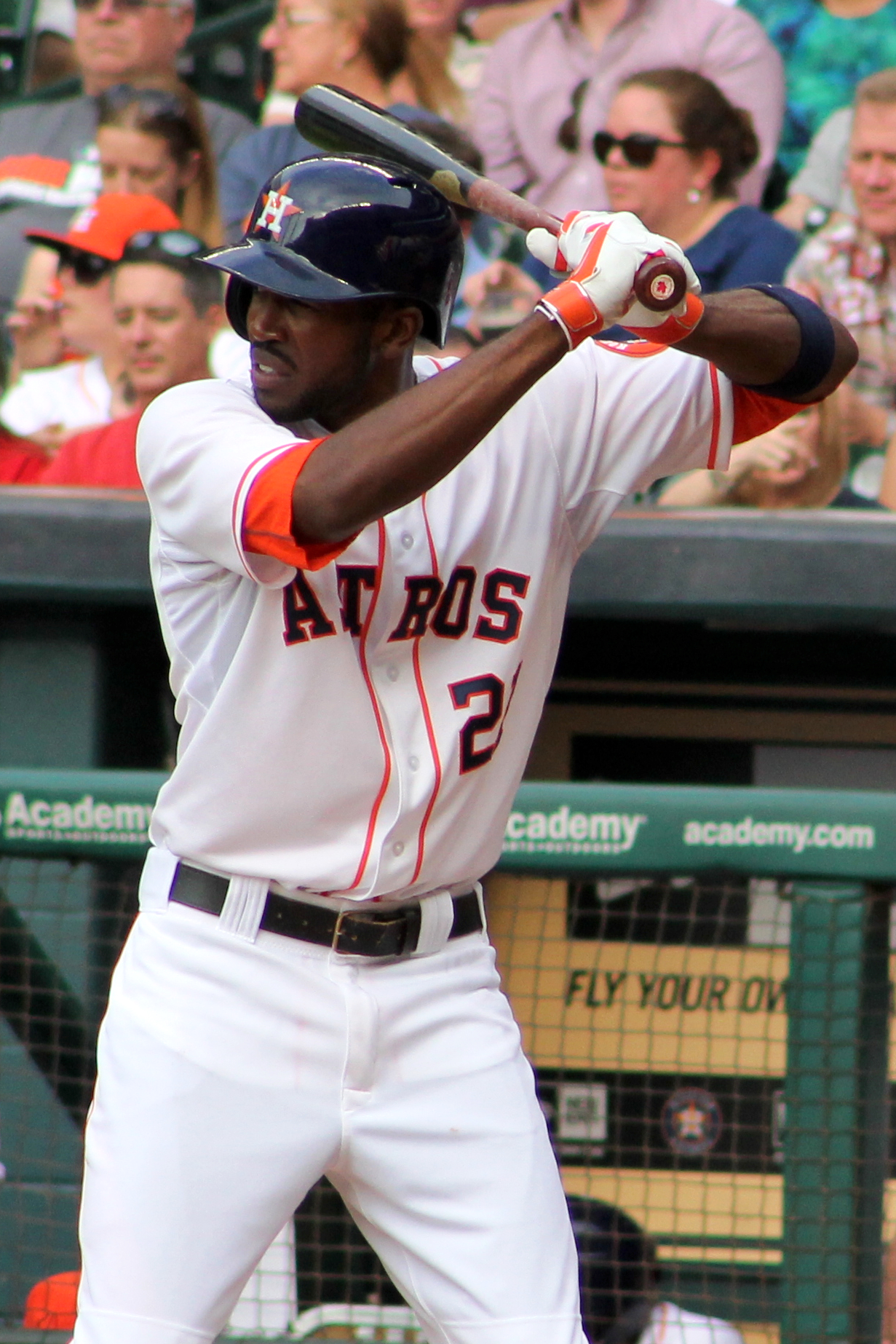
Dexter Fowler en 2014 avec les Astros de Houston.

Le 3 décembre 2013, les Rockies du Colorado échangent Dexter Fowler aux Astros de Houston contre le voltigeur Brandon Barnes et le lanceur droitier Jordan Lyles.
En 2014, Fowler frappe pour ,276 avec une moyenne de présence sur les buts de ,375 pour les Astros. Il frappe 8 circuits, vole 11 but, marque 61 points et en produit 35.

### Cubs de Chicago
Le 19 novembre 2015, Fowler est échangé des Astros aux Cubs de Chicago en retour du joueur de champ intérieur Luis Valbuena et du lanceur droitier Dan Straily.

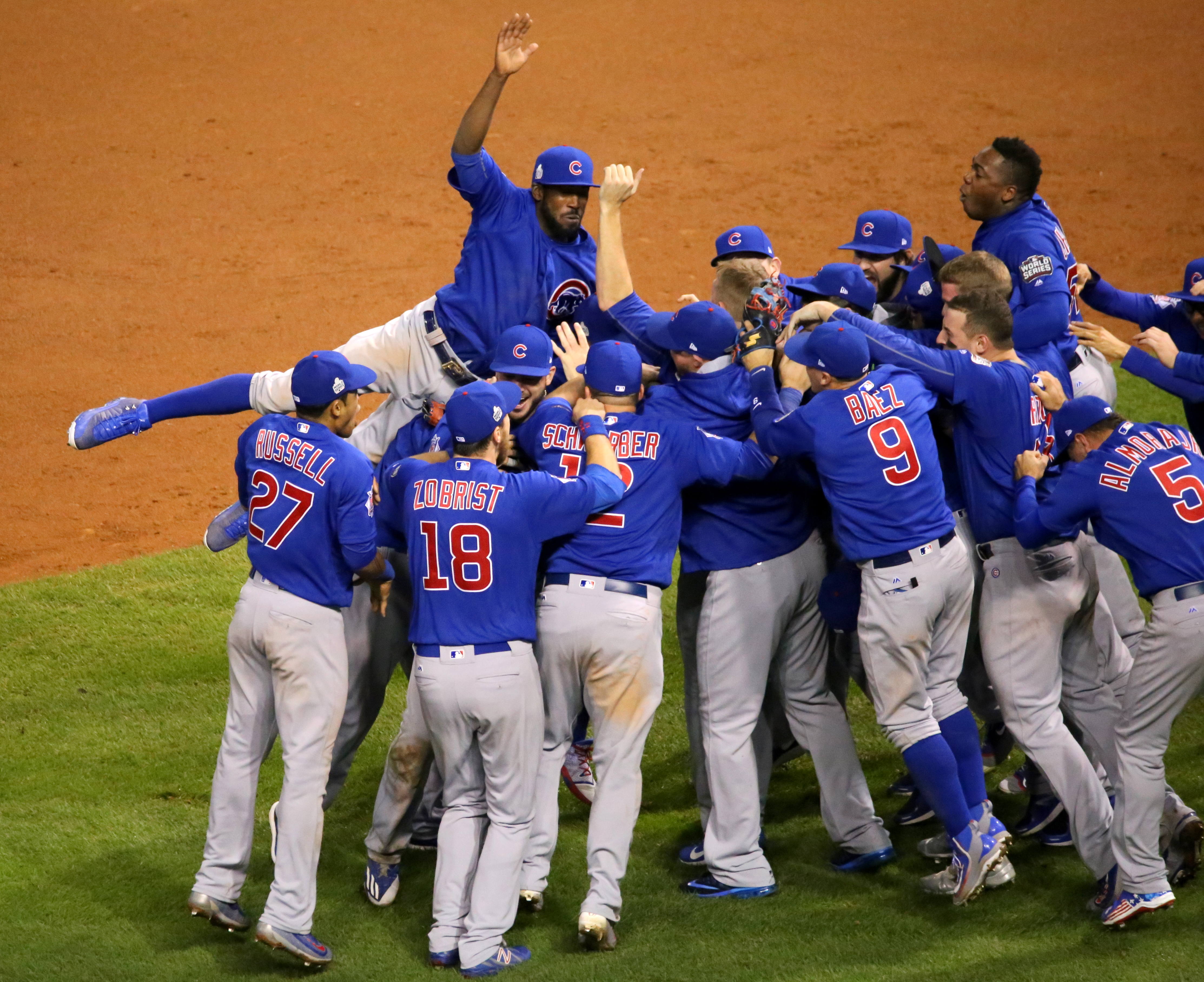
Dexter Fowler, le bras levé, au-dessus de la pile de joueurs de Cubs de Chicago célébrant leur victoire en Série mondiale 2016.

Au champ centre pour les Cubs en 2015, Fowler frappe pour ,250 de moyenne au bâton et établit ses nouveaux records personnels de coups sûrs (149) et de circuits (17). Sa moyenne de présence sur les  buts s'élève à ,346 en 156 parties jouées et à ,350 dans le rôle de premier frappeur des Cubs, qu'il remplit 146 fois en saison régulière
Le 12 octobre 2015, dans le 3e match de la Série de division au Wrigley Field de Chicago face aux Cardinals de Saint-Louis, Fowler frappe l'un des 6 circuits des Cubs, un nouveau record pour un match éliminatoire.
Après la saison 2015, les Cubs font à Fowler une offre quantitative, c'est-à-dire qu'ils lui proposent un contrat de 15,8 millions de dollars pour la saison 2016, s'assurant par le fait même de recevoir un choix de repêchage en compensation si Fowler repousse l'offre et signe un contrat avec une autre équipe. Comme plusieurs autres joueurs dans sa situation, Fowler teste le marché des agents libres mais les offres n'affluent pas en raison de choix compensatoire, ce qui fait baisser sa valeur. et, ultimement, le contraint à accepter une offre moins lucrative que celle initialement proposée par les Cubs.
Le 25 février 2015, Fowler signe un nouveau contrat de 8 millions de dollars pour jouer la saison 2016 avec les Cubs de Chicago, tournant le dos à un contrat de 35 millions pour 3 ans qui semblait moins de 48 heures auparavant sur le point d'être signé avec les Orioles de Baltimore,,.
En 2016, Fowler est pour la première fois invité au match des étoiles. Il fait partie de l'équipe des Cubs championne de la Série mondiale 2016.

### Cardinals de Saint-Louis
Devenu agent libre après la conquête de la Série mondiale par les Cubs, Fowler passe à leurs grands rivaux, les Cardinals de Saint-Louis, avec qui il signe le 9 décembre 2016 une entente de 82,5 millions de dollars pour 5 ans.

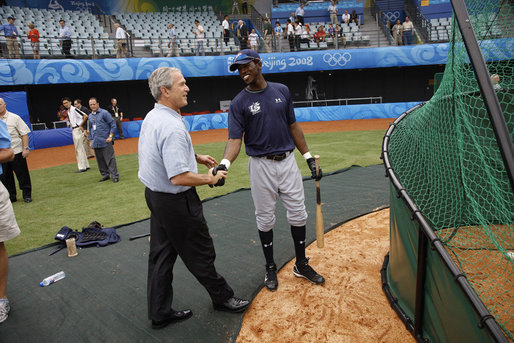
Dexter Fowler rencontre le président des États-Unis George W. Bush le 11 août 2008 lors des Jeux olympiques à Beijing.

## Équipe des États-Unis
Fowler remporte la médaille de bronze lors du tournoi de baseball des Jeux olympiques de Pékin en 2008 avec l'équipe des États-Unis.

## Statistiques
| Saison | Équipe | J  | AB | R  | H  | 2B | 3B | HR | RBI | SB | AVG  |
| ------ | ------ | -- | -- | -- | -- | -- | -- | -- | --- | -- | ---- |
| 2008   | COL    | 13 | 26 | 3  | 4  | 0  | 0  | 0  | 0   | 0  | .154 |
| 2009   | COL    | 21 | 72 | 12 | 20 | 5  | 0  | 2  | 7   | 9  | .278 |
| Totaux | Totaux | 34 | 98 | 15 | 24 | 5  | 0  | 2  | 7   | 9  | .245 |

au 3 mai 2009.
Note: J = Matches joués; AB = Passage au bâton; R = Points; H = Coups sûrs; 2B = Doubles; 3B = Triples; HR = Coup de circuit; RBI = Points produits; SB = buts volés; Avg. = Moyenne au bâton.